# ستيف نايلز
ستيف نايلز (بالإنجليزية: Steve Niles)‏ هو كاتب وكاتب سيناريو أمريكي، ولد في 21 يونيو 1965 في Jackson Township, New Jersey ‏ في الولايات المتحدة.

## وصلات خارجية
- الموقع الرسمي
- ستيف نايلز على موقع IMDb (الإنجليزية)
- ستيف نايلز على موقع أول موفي (الإنجليزية)
- ستيف نايلز على موقع قاعدة بيانات الأفلام السويدية (السويدية)
- ستيف نايلز على موقع قاعدة بيانات الفيلم (الإنجليزية)
- ستيف نايلز على موقع كينوبويسك (الروسية)